# Крус, Кристиан
Кристиан Джованни Крус Тапия (исп. Christian Geovanny Cruz Tapia; род. 1 августа 1992, Гуаякиль) — эквадорский футболист, защитник клуба «Эмелек» и сборной Эквадора.

## Клубная карьера
Крус — воспитанник клуба «Барселона» (Гуаякиль). 1 августа 2010 года в матче против «Ольмедо» он дебютировал в эквадорской Примере. В 2012 году Кристиан помог команде выиграть чемпионат. В 2013 году на правах аренды Крус перешёл в «Гуаякиль Сити». По окончании аренды клуб выкупил трансфер игрока. 8 февраля 2015 года в поединке против своего бывшего клуба «Барселоны» Кристиан забил свой первый гол за «Гуаякиль Сити». В 2018 году Крус на правах аренды перешёл в ЛДУ Кито. 18 февраля в матче против своего бывшего клуба «Гуаякиль Сити» он дебютировал за новую команду. В своём дебютном сезоне помог клубу выиграть чемпионат, а его трансфер был выкуплен. 6 марта 2021 года в поединке против «Универсидад Католика» Кристиан забил свой первый гол за ЛДУ Кито.
В начале 2023 года Крус перешёл в «Эмелек». 6 марта в матче против «Оренсе» он дебютировал за новую команду.  

## Международная карьера
В 2011 году Крус в составе молодёжной сборной Эквадора принял участие в молодёжном чемпионате мира в Колумбии. На турнире он сыграл в матче против сборной Испании.
В 2011 году Крус также в составе олимпийской сборной Эквадора принял участие в Панамериканских играх в Гвадалахаре. На турнире он был запасным и на поле не вышел.
27 июля 2017 года в товарищеском матче против сборной Тринидада и Тобаго Крус дебютировал за сборную Эквадора. 

## Достижения
Клубные
 «Барселона» (Гуаякиль)
- Победитель эквадорской Примеры — 2012

 ЛДУ Кито
- Победитель эквадорской Примеры — 2018